# La Rambla

Plan La Rambla

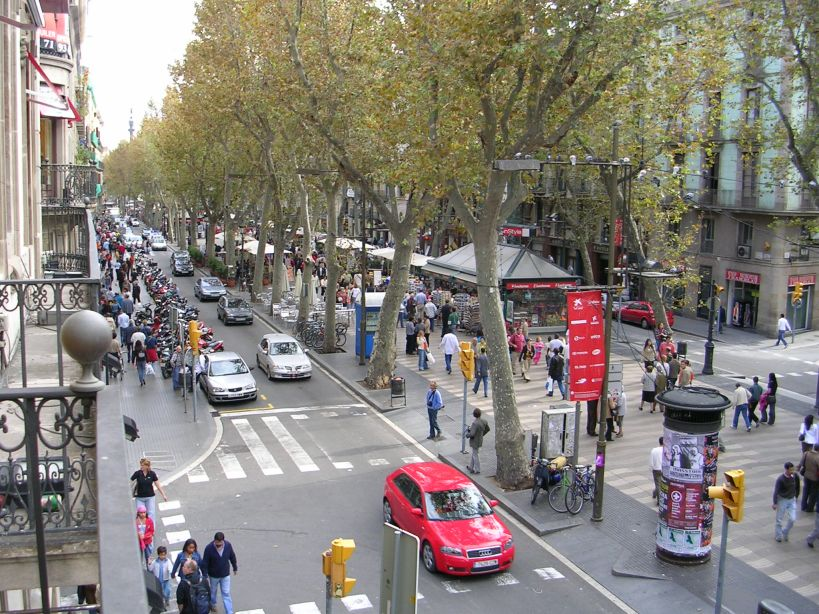
La Rambla

La Rambla lub Las Ramblas (hiszp.) / Les Rambles (katal.) – ruchliwa kilometrowa ulica w centrum Barcelony, często odwiedzana zarówno przez turystów, jak i przez mieszkańców miasta.
Ulica znajduje się w dzielnicy Barri Gòtic. Prowadzi od Plaça de Catalunya w centrum do pomnika Krzysztofa Kolumba na nabrzeżu. Oficjalnie La Rambla stanowi ciąg krótszych ulic, z których każda nosi inną nazwę (stąd forma w liczbie mnogiej, Les Rambles). Poczynając od Plaça de Catalunya kolejno są to: Rambla de Canaletes, Rambla dels Estudis (nazwa pochodzi od znajdującego się tu niegdyś uniwersytetu), Rambla de Sant Josep (nazywana również Rambla de Flores, gdyż handluje się tam kwiatami), Rambla dels Caputxins oraz Rambla de Santa Monica. Zbudowanie na początku lat 90. centrum handlowego Maremagnum spowodowało przedłużenie deptaka w postaci drewnianego molo prowadzącego do portu (Rambla de Mar).
Część przeznaczoną dla pieszych wypełniają stragany i kawiarenki na wolnym powietrzu. Odbywają się tam również występy artystów ulicznych: mimów, aktorów i tancerzy, swoje prace wystawiają też artyści. Wzdłuż La Rambla, obok barów i sklepów, znajduje się wiele turystycznych atrakcji, takich jak Palacio de la Virreina (Pałac Wicekrólowej), targowisko La Boqueria i teatr El Liceu. Deptak bywa bardzo zatłoczony, szczególnie w czasie sezonu turystycznego. Z tego powodu jest to teren działalności kieszonkowców, jak również oszustów oferujących rzekome okazje szybkiego zarobku przez różnego rodzaju nielegalny hazard.
Nazwa La Rambla w języku hiszpańskim i katalońskim oznacza przerywany przepływ wody. Pochodzi od arabskiego słowa ramla oznaczającego piaszczyste koryto rzeki.